# Ornithoptère de la reine Victoria
Troides victoriae
Espèce
Synonymes
- Papilio victoriae Gray, 1856

Statut CITES
Troides victoriae, l'Ornithoptère de la reine Victoria, est une espèce de papillons, de la famille des Papilionidés (sous-famille des Papilioninés).

## Taxinomie
Troides victoriae a été décrit par George Robert Gray en 1856, sous le nom initial de Papilio victoriae.
Synonyme : Ornithoptera (Aetheoptera) victoriae ; Schäffler, 2001.

## Liste des sous-espèces
- Troides victoriae victoriae

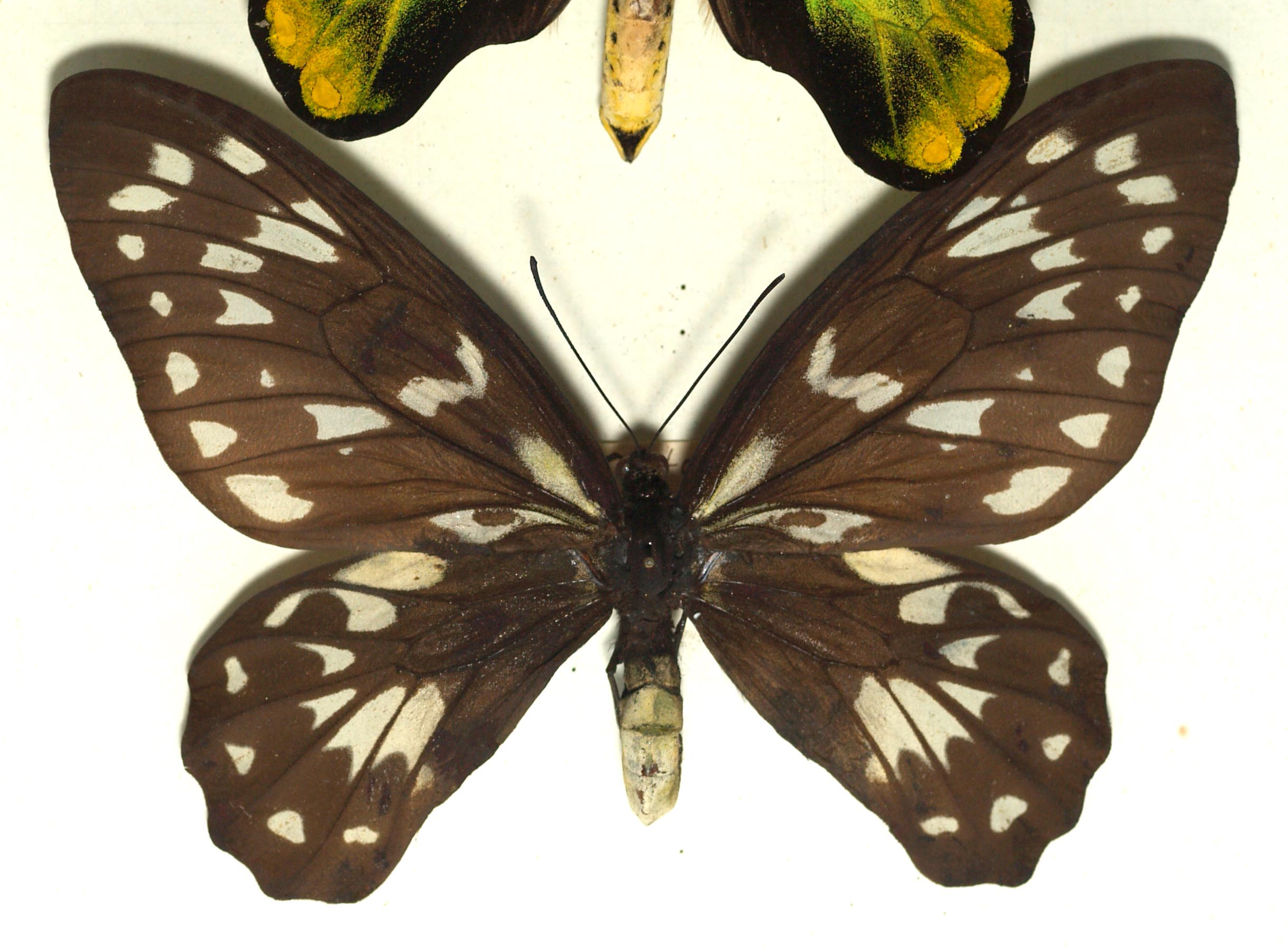
Troides victoriae regis, femelle.

- Troides victoriae archeri (Calderara, 1984)
- Troides victoriae epiphanes (Schmid, 1970)
- Troides victoriae isabellae (Rothschild & Jordan, 1901)
- Troides victoriae maramasikensis Morita, 2000
- Troides victoriae reginae (Salvin, 1888)
- Troides victoriae regis Rothschild, 1895; présent à Bougainville.
- Troides victoriae rubianus Rothschild, 1904[2].

## Noms vernaculaires
Troides victoriae se nomme en anglais Queen Victoria's Birdwing et en allemand Viktoria Vogelschwingenfalter.

## Description
Troides victoriae est un grand papillon d'une envergure allant de 150 mm à 180 mm à tête et thorax noirs et corps jaunâtre, qui présente un dimorphisme sexuel. Le corps présente un thorax noir et un abdomen jaune. Les ailes antérieures sont longues à apex angulaire. Il existe un dimorphisme sexuel de couleur.
Les mâles sont de couleur vert et noir avec sur le dessus les ailes antérieures noires à base verte et plage verte au bord costal proche de l'apex et les ailes postérieures vertes à bordure noire. Les revers est vert veiné de noir avec aux ailes antérieures veines de noir une bordure noire, une ligne submarginale de chevrons noirs et une tache noire au milieu du bord costal et aux ailes postérieures vertes une marge marquée de points noirs et jaune alternés.
Les femelles sont plus grandes, de couleur marron, aux ailes ornées de rangées de taches et de chevrons blancs et marquée de jaune dans leur partie basale.

## Biologie

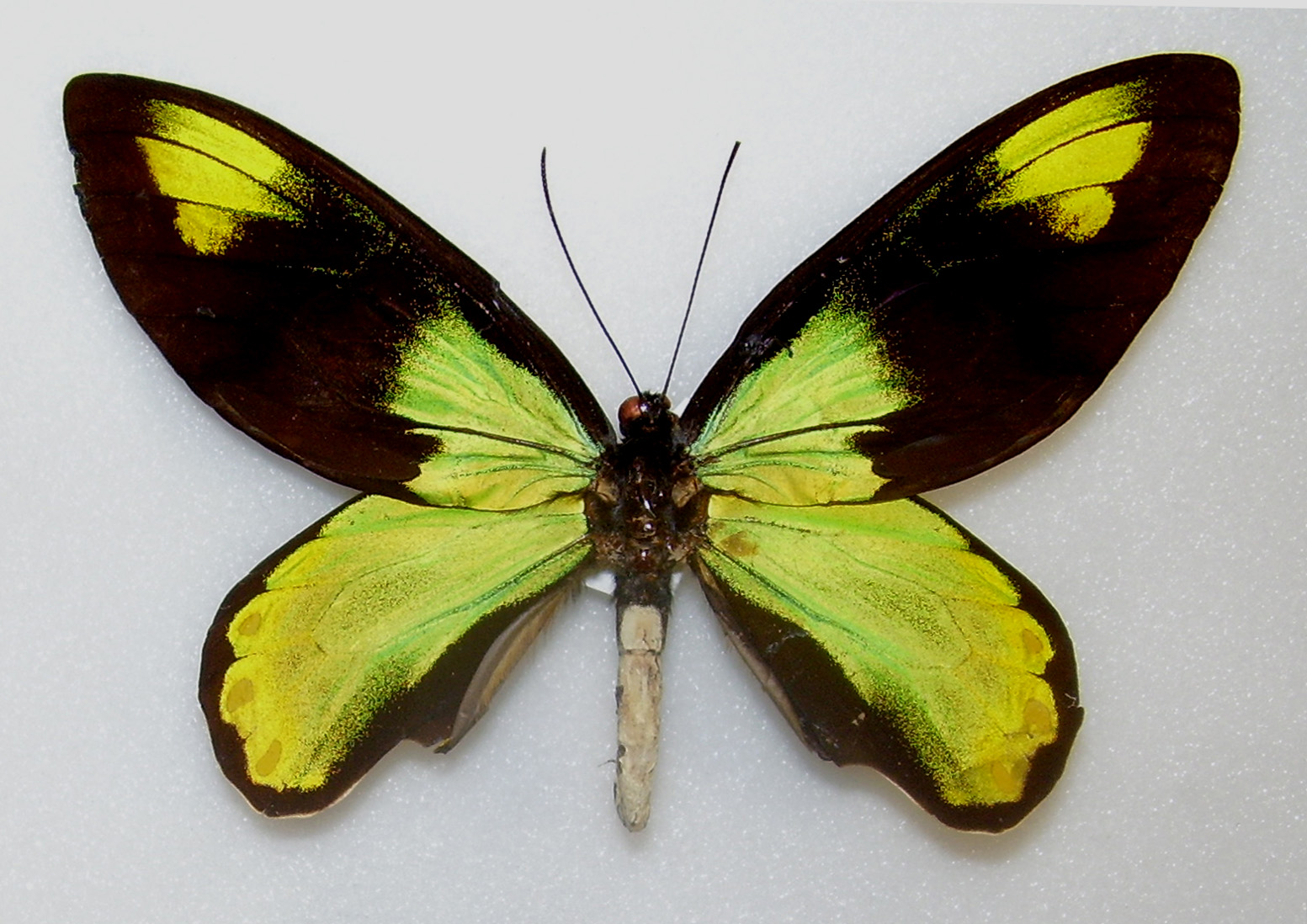
Troides victoriae, mâle.

### Plantes hôtes
Les plantes hôtes de sa chenille sont des aristoloches (Aristolochia) dont Aristolochia tagala.

## Écologie et distribution
Troides victoriae est présent aux Salomon,.

### Biotope
Troides victoriae réside dans le canopée de la forêt des Salomon.

### Protection
Il est protégé.